# متلألئة ناصعة
متلألئة ناصعة (الاسم العلمي:Luzula nivea) هي نوع من النباتات تتبع جنس المتلألئة من الفصيلة الأسلية.

## معرض صور

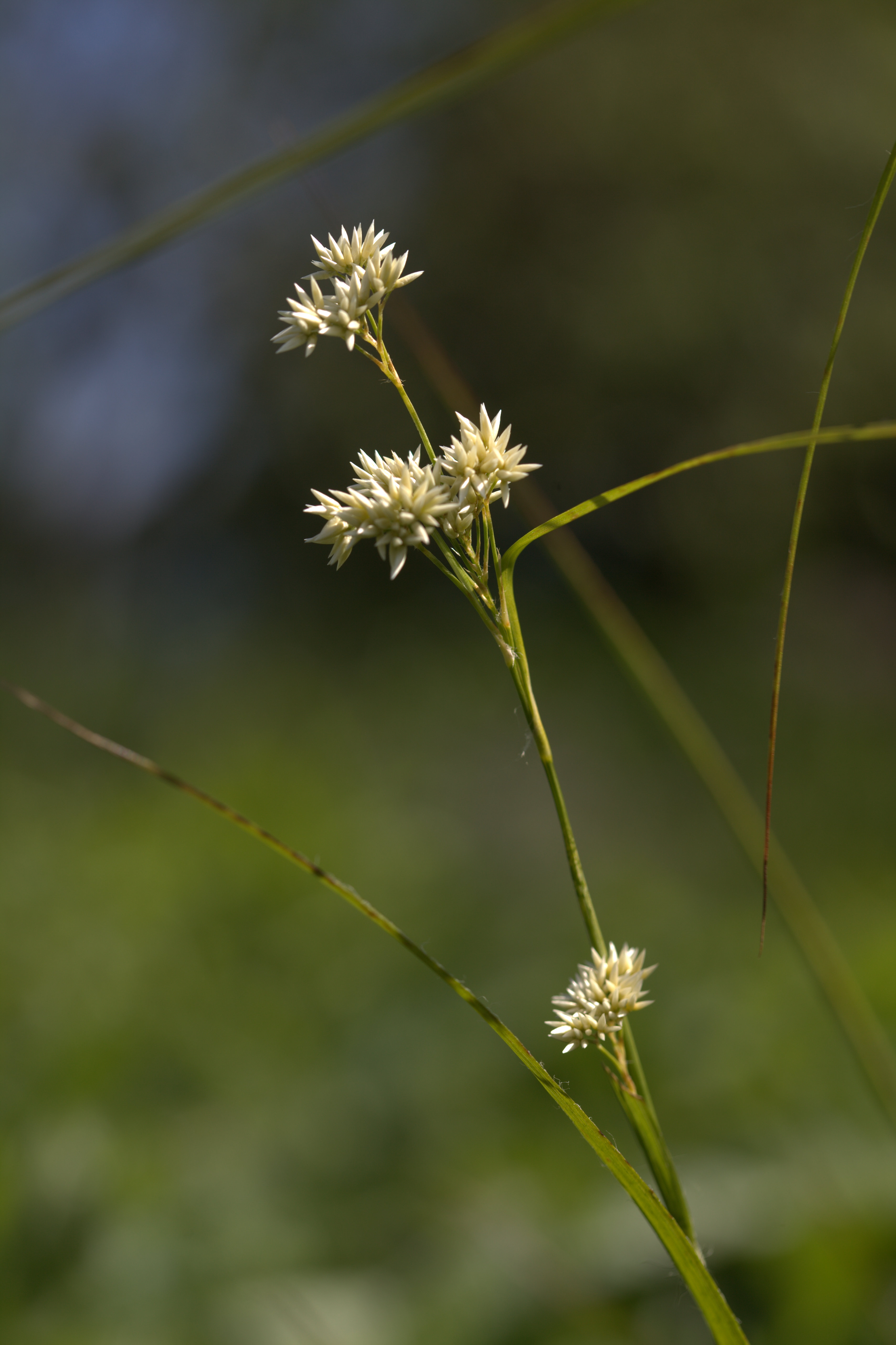
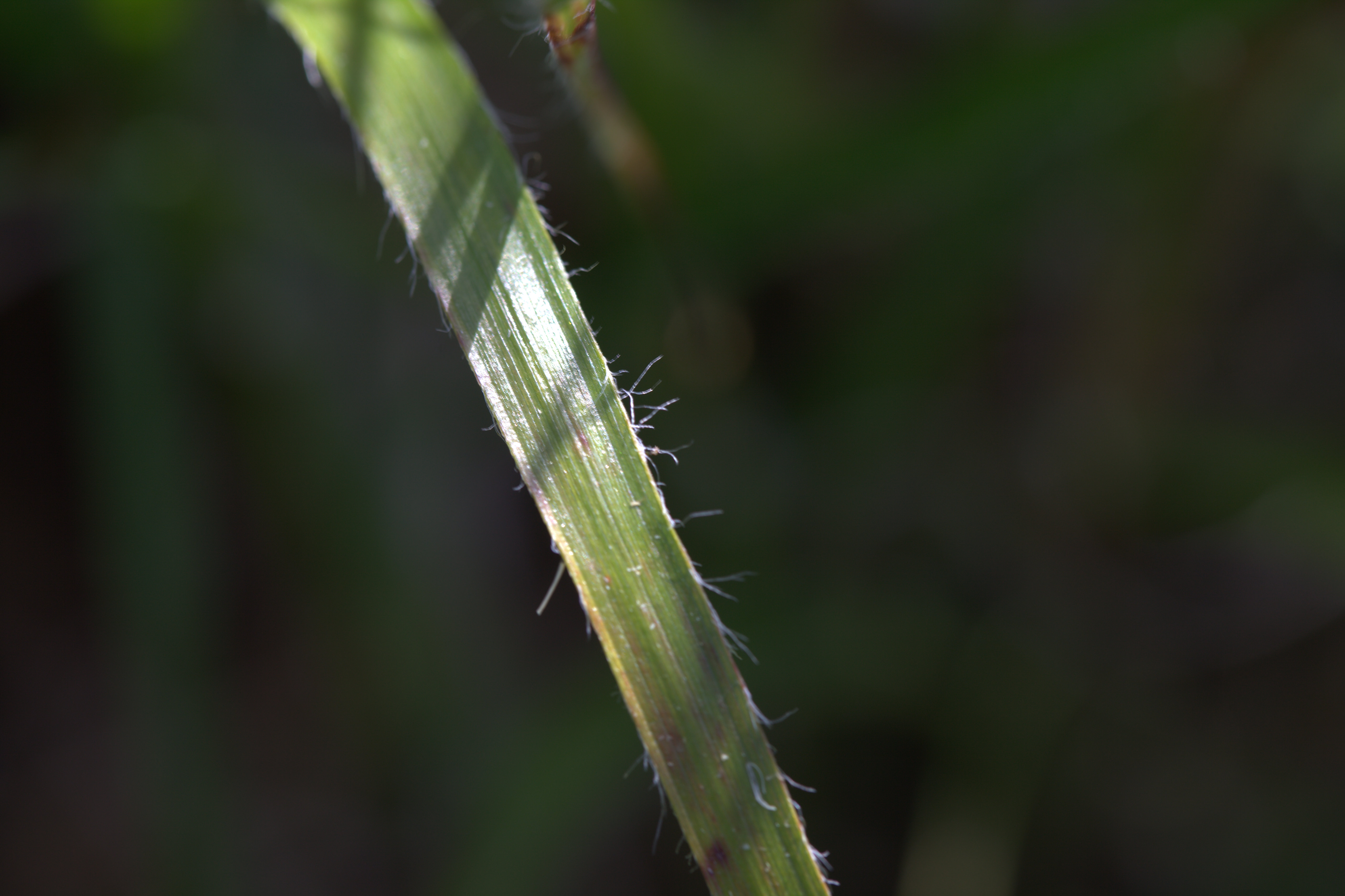
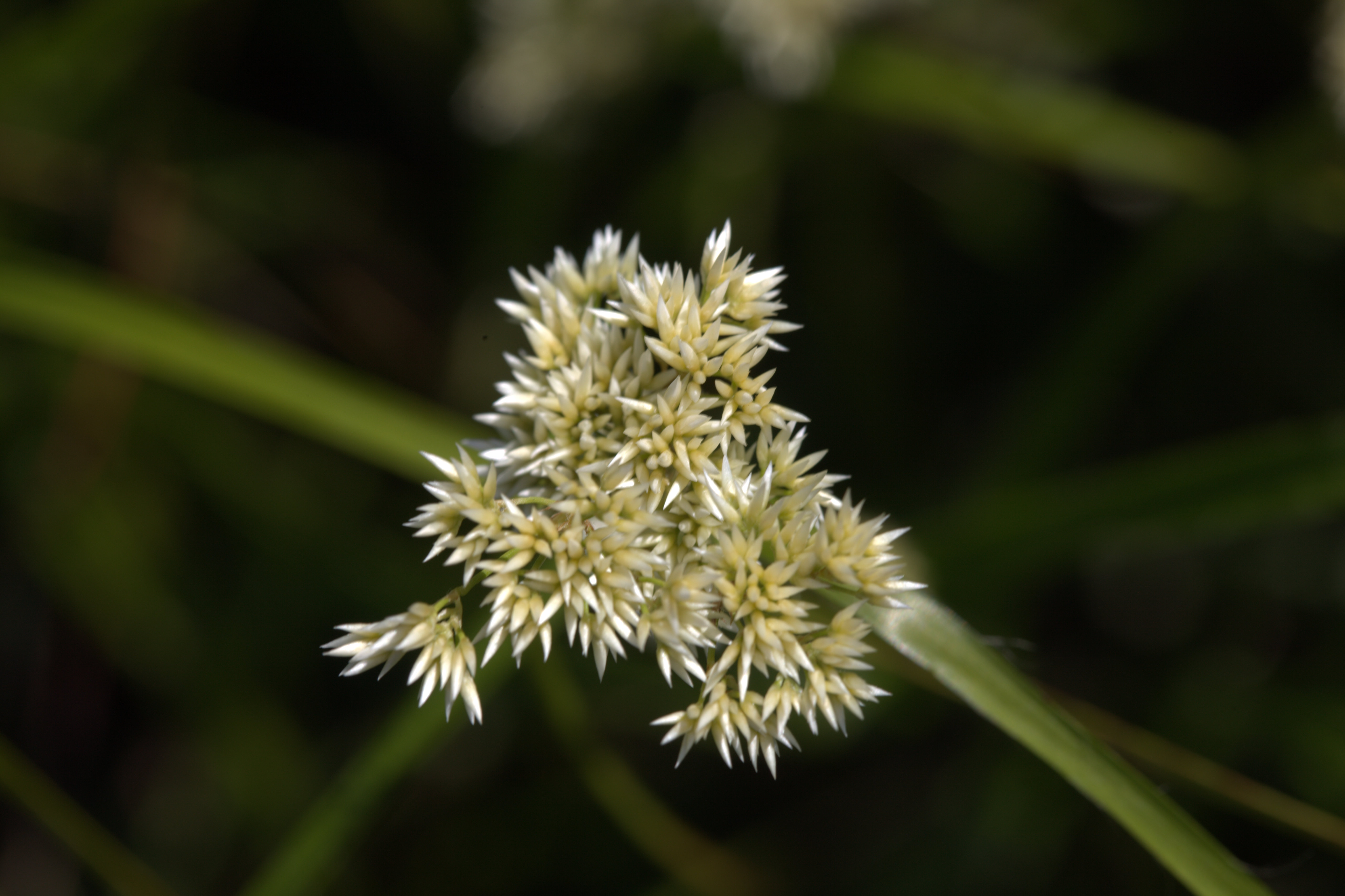